# Un milione di modi per morire nel West
Un milione di modi per morire nel West (A Million Ways to Die in the West) è un film del 2014 diretto ed interpretato da Seth MacFarlane.

## Trama
Arizona, 1882. Nella città di Old Stump, Albert Stark, allevatore di pecore, viene scaricato dall'amata fidanzata Louise a seguito del suo ritiro da un duello. Così Albert si prepara a partire per San Francisco, credendo che il West americano non sia adatto a lui. Nel frattempo, lo spietato bandito Clinch Leatherwood uccide un vecchio cercatore d'oro per rubargli una pepita d'oro. Clinch ordina a uno dei suoi uomini, Lewis, di scortare la moglie Anna a Old Stump e stabilirvisi mentre lui continua con i suoi crimini. Lewis e Anna arrivano in città sotto le spoglie di due fratelli che intendono costruire una fattoria, ma Lewis viene arrestato dopo aver ucciso un uomo in una rissa nel saloon. Durante la lotta, Albert salva Anna, che sta per essere schiacciata da due dei lottatori, e i due diventano poi amici. Frequentano una fiera della contea in cui il nuovo fidanzato di Louise, Foy, sfida Albert ad una gara di tiro. Albert è sconfitto e Foy comincia ad insultare Albert che lo sfida a duello.
Anna insegna ad Albert come sparare. Durante un ballo la notte prima del duello, Albert e Anna si baciano prima di andare a casa. Lewis (fuggito di prigione) li vede e segnala a Clinch. Il giorno del duello Foy arriva in ritardo e fa una brutta figura a causa delle convulsioni estreme dovute al lassativo somministratogli da Anna la sera prima al saloon, Albert decide che non vale la pena lottare per Louise, perde ancora una volta il duello. Si ritira al saloon locale, ma Clinch arriva e vuole sapere chi ha baciato sua moglie. Quando nessuno si fa avanti, Clinch spara ad un cowboy. Egli rivela che Anna è sua moglie e minaccia di continuare a uccidere a meno che l'amante di sua moglie non si presenti a mezzogiorno del giorno successivo per un duello. Clinch più tardi costringe Anna a rivelare il nome di Albert e poi si prepara a violentarla, ma lei lo colpisce in testa e scappa.
Anna torna alla fattoria di Albert dove lui la affronta. Clinch insegue Anna fino alla fattoria e la riprende, ma Albert sfugge. Durante il suo tentativo di fuga è assalito da una tribù di nativi americani che minacciano di bruciarlo vivo, ma decidono di risparmiarlo quando Albert rivela che può parlare la loro lingua. Gli daranno una ciotola di Peyote che lo farà viaggiare nel tempo attraversando tutti gli eventi più importanti della vita a partire dall'infanzia, in questo modo Albert capisce di amare Anna. Albert torna a Old Stump e duella con Clinch, ferendolo con un proiettile contenente veleno di serpente a sonagli, preparato dai nativi incontrati in precedenza. Clinch soccombe al veleno e muore. Louise tenta di riconquistare Albert, ma egli la respinge per cominciare un rapporto con Anna. Albert riceve anche una taglia per l'uccisione di Clinch e utilizza il denaro per comprare molte più pecore.

## Produzione
Le riprese sono iniziate nel maggio 2013. Per girare il film, l'attrice Charlize Theron ha dovuto indossare una parrucca poiché era rasata per aver girato poco prima il film Mad Max: Fury Road.

### Cameo
Nel film vi sono numerosi camei; Christopher Lloyd interpreta Doc Brown della saga Ritorno al futuro, Gilbert Gottfried è Abraham Lincoln, mentre Jamie Foxx interpreta Django da Django Unchained. Inoltre nel film appaiono Tait Fletcher, Mike Henry, Dennis Haskins, Alec Sulkin, Ewan McGregor, John Michael Higgins, Jimmy Hart, Bill Maher e Ryan Reynolds. Patrick Stewart presta voce a una pecora.

## Distribuzione
Il primo trailer del film è stato diffuso il 30 gennaio 2014. Il 3 febbraio la Universal Pictures International Italy diffonde il primo spot italiano sottotitolato, col titolo italiano.
La pellicola è stata distribuita nelle sale cinematografiche statunitensi a partire dal 30 maggio 2014 ed in quelle italiane dal 16 ottobre 2014.

## Riconoscimenti
- 2014 - Golden Trailer Awards
  - Nomination Miglior trailer comico
- 2014 - Razzie Awards
  - Nomination peggior attore protagonista a Seth MacFarlane
  - Nomination peggior attrice protagonista a Charlize Theron
  - Nomination peggior regista a Seth MacFarlane
  - Nomination peggior coppia a Seth MacFarlane e Charlize Theron
- 2015 - People's Choice Awards
  - Nomination Miglior attrice comica a Charlize Theron
- 2015 - International Film Music Critics Association Award
  - Nomination Miglior colonna sonora per un film comico a Joel McNeely